# Acidomyces
Acidomyces är ett släkte av svampar. Acidomyces ingår i familjen Teratosphaeriaceae, ordningen Capnodiales, klassen Dothideomycetes, divisionen sporsäcksvampar och riket svampar.
|            | Catenulostroma                                                                      |
|            |                                                                                     |
|            | Batcheloromyces                                                                     |
|            |                                                                                     |
|            | Devriesia                                                                           |
|            |                                                                                     |
|            | Penidiella                                                                          |
|            |                                                                                     |
|            | Cibiessia                                                                           |
|            |                                                                                     |
|            | Readeriella                                                                         |
|            |                                                                                     |
| Acidomyces | \| \| Acidomyces richmondensis \| \| \| \| \| \| Acidomyces acidophilus \| \| \| \| |
|            | \| \| Acidomyces richmondensis \| \| \| \| \| \| Acidomyces acidophilus \| \| \| \| |
|            | Nothostrasseria                                                                     |
|            |                                                                                     |
|            | Hortaea                                                                             |
|            |                                                                                     |
|            | Teratosphaeria                                                                      |
|            |                                                                                     |
|            | Acidomyces richmondensis                                                            |
|            |                                                                                     |
|            | Acidomyces acidophilus                                                              |
|            |                                                                                     |

|  | Acidomyces richmondensis |
|  |                          |
|  | Acidomyces acidophilus   |
|  |                          |